# Millie Terriss
Millie Terriss (16 gennaio 1910 – ...) è stata un'attrice statunitense.

## Biografia
Chiamata anche Milly, nacque nel 1910. Attrice bambina, apparteneva a una famiglia di teatranti inglesi. Suo padre era Tom Terriss che, dall'Inghilterra, si era trasferito a lavorare negli Stati Uniti, dove fece l'attore, il regista e il produttore cinematografico. Terriss fece interpretare alla figlia di appena cinque anni uno dei ruoli principali di un suo film, The Pursuing Shadow.

## Filmografia
- The Chimes, regia di Herbert Blaché (1914)
- The Pursuing Shadow, regia di Tom Terriss (1915)